# 四丁基锡
四丁基锡是一种有机锡化合物 ，化学式 (C4H9)4Sn 或 SnBu4。它有时被缩写为 TTBT ，是一种无色的亲脂性油。
四丁基锡是三丁基锡和二丁基锡化合物的前体。 通过四丁基锡与四氯化锡的再分布反应，可以形成三丁基氯化锡和二丁基氯化锡。 这些化合物可用作PVC稳定剂和杀生物剂，杀菌剂和抗生物附着剂的各种有机锡化合物的起始原料。 